# Obiettivi Canon EF 28mm
I Canon EF 28mm sono obiettivi prodotti da Canon Inc. che condividono la stessa lunghezza focale. Queste lenti hanno un attacco EF e sono quindi compatibili con tutte le macchine fotografiche reflex della serie EOS.
Le versioni esistenti sono:
- Canon EF 28mm f/2.8 IS USM (introdotto nel giugno 2012)
- Canon EF 28mm f/1.8 USM[1] (introdotto nel settembre 1995)
- Canon EF 28mm f/2.8[2] (fuori produzione dal 2012, rimpiazzato dal f/2.8 IS USM)

Una caratteristica peculiare di queste lenti è che, quando utilizzate su di una DSLR con sensore APS-C, il loro angolo di campo diviene equivalente a 44,8mm valore questo pressoché identico a quello di 43mm, corrispondente alla lunghezza focale di un obiettivo normale ideale.

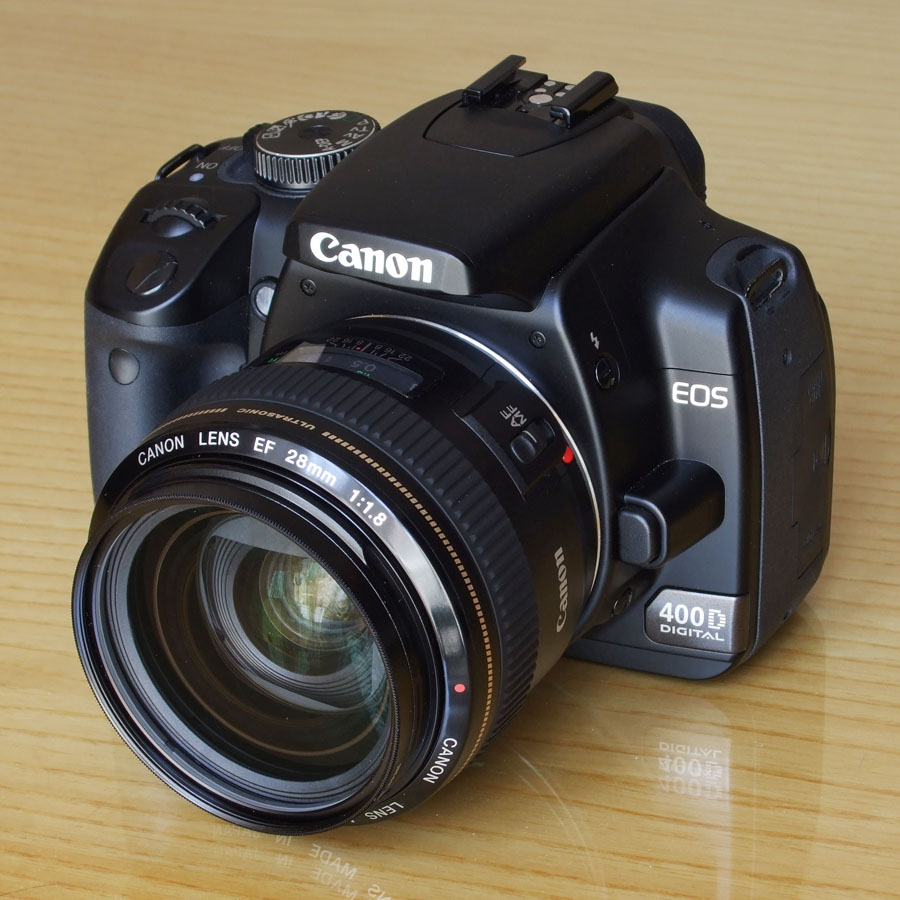
Canon EF 28 f/1.8 USM montato su EOS 400D

## Canon EF 28mm ƒ/1.8 USM
Il Canon EF 28mm f/1.8 USM è un obiettivo di fascia media. È dotato di molte caratteristiche avanzate tra cui: motore USM ad anello con full time manual, autofocus interno, elemento frontale fisso e lunghezza barilotto costante, finestrella distanza in metri e piedi, 2 lenti asferiche. Il corpo è in plastica e la baionetta in metallo. Le prestazioni ottiche sono reputate buone o molto buone. Grazie all'elevata luminosità, allo schema meccanico aggiornato ed al fatto di essere una lente progettata per il full frame rappresenta un'opzione lungimirante per chi cerca un normale luminoso da abbinare ad un corpo APS-C.
Nell'utilizzo con il flash questo obiettivo fornisce alla macchina l'informazione relativa alla distanza del soggetto messo a fuoco.

## Canon EF 28mm ƒ/2.8
Il Canon EF 28mm f/2.8 è un obiettivo di fascia economica, risalente al 1987, quindi agli albori del sistema EOS e gode di una buona reputazione per quanto riguarda la qualità ottica. È stato messo fuori produzione nel 2012, rimpiazzato in catalogo dal nuovo e più costoso EF 28mm f/2.8 IS USM.

## Canon EF 28mm ƒ/2.8 IS USM
Il Canon EF 28mm f/2.8 IS USM è un obiettivo di fascia media introdotto nel 2012. Al momento della sua introduzione è il primo obiettivo grandagolare a focale fissa ad incorporare un sistema di stabilizzazione ottica. Rispetto al suo datato predecessore presenta un più elevato livello costruttivo, permette una minima distanza di messa a fuoco ridotta a 23 cm (contro 30 cm) ed impiega un autofocus micro USM asservito da una CPU ad alta velocità.

## Specifiche tecniche
| -                                | f/1.8 USM              | f/2.8                 | f/2.8 IS USM          |
| -------------------------------- | ---------------------- | --------------------- | --------------------- |
| Immagine                         |                        |                       |                       |
| Caratteristiche principali       |                        |                       |                       |
| Compatibilità full frame         | Sì                     | Sì                    | Sì                    |
| Stabilizzatore d'immagine        | No                     | No                    | Sì                    |
| Motore AF ultrasonico USM        | Sì                     | No                    | Sì                    |
| Serie L                          | No                     | No                    | No                    |
| Ottiche diffrattive              | No                     | No                    | No                    |
| Macro                            | No                     | No                    | No                    |
| Dati tecnici                     |                        |                       |                       |
| Apertura (max-min)               | f/1.8 - f/22           | f/2.8 - f/22          | f/2.8 - f/22          |
| Costruzione                      | 9 gruppi / 10 elementi | 5 gruppi / 5 elementi | 7 gruppi / 9 elementi |
| N° lamelle del diaframma         | 7                      | 5                     | 7 (circolare)         |
| Distanza minima di messa a fuoco | 0.25 m                 | 0.3 m                 | 0.23 m                |
| Ingrandimento massimo            | 0.18x                  | 0.13x                 | 0.2x                  |
| Angolo di campo orizzontale      | 65°                    | 65°                   | 65°                   |
| Angolo di campo diagonale        | 75°                    | 75°                   | 75°                   |
| Angolo di campo verticale        | 46°                    | 46°                   | 46°                   |
| Dati meccanici                   |                        |                       |                       |
| Peso                             | 310 g                  | 186 g                 | 260g                  |
| Diametro massimo                 | 74mm                   | 67mm                  | 68.4mm                |
| Lunghezza                        | 56mm                   | 43mm                  | 51.5mm                |
| Diametro filtri                  | 58mm                   | 52mm                  | 58mm                  |
| Accessori                        |                        |                       |                       |
| Paraluce                         | EW-63II                | EW-60II               | EW-65B                |
| Custodia morbida                 | LP814                  | LP811                 | LP1014                |
| Informazioni commerciali         |                        |                       |                       |
| Data di introduzione             | Settembre 1995         | Aprile 1987           | Giugno 2012           |
| Attualmente in produzione ?      | Sì                     | No                    | Sì                    |